# Zilla diodia
Zilla diodia (Maskenspinne) ist eine Spinnenart aus der Familie der Echten Radnetzspinnen. Sie ist die einzige Art der Gattung, die in Mitteleuropa vorkommt.

## Beschreibung
Zilla diodia ist eine kleine Radnetzspinne. Die Weibchen werden 3,5 bis 4,5 mm groß, die Männchen 2,5 bis 3,0 mm. Der Hinterkörper (Opisthosoma) hat eine hellbraun-weiße Grundmusterung. Der hintere Teil weist eine dunkle Blattzeichnung auf. Am vorderen Rand befindet sich eine charakteristische T-förmige, abgerundete, weiße Zeichnung, an der die Art leicht zu erkennen ist. Dazwischen finden sich meist dunkle, in der Mitte unterbrochene Querstreifen.
Der Vorderkörper (Prosoma) ist hellbraun, im Augenbereich dunkelbraun. Die Beine haben eine hellbraune Grundfarbe und sind dunkel geringelt.

## Lebensraum und Lebensweise
Zilla diodia bevorzugt trockene Standorte, meist in und am Rande von Nadel- und Laubwäldern und im Gebüsch. Dort baut sie ihr Radnetz meist in niedriger Höhe. Die Netze von Zilla diodia weisen oft eine sehr hohe Anzahl Speichen (40–50) und Klebfadenumgängen (50–60) auf. Die Speichen der Netze dieser Art sind – anders als bei den meisten anderen Radnetzen – an der Peripherie des Netzes doppelsträngig und in der Nähe der Mitte einzelsträngig, vermutlich als Anpassung an die unterschiedlichen Kräfte, die auf den inneren und äußeren Teil der Speichen wirken. Reife Tiere findet man im April bis Juni.

## Verbreitung
Zilla diodia kommt in Europa und nach Osten hin bis Aserbaidschan vor. Sie ist in Deutschland weit verbreitet und nicht gefährdet, aber auch nicht häufig.